# Дурас, Олдржих
Олдржих Дурас (чеш. Oldřich Duras; 30 октября 1882, Pchery, Королевство Богемия, Австро-Венгрия — 5 января 1957, Прага, Чехословакия) — первый чехословацкий гроссмейстер (1950), шахматный композитор, журналист. Основоположник чешской этюдной и задачной школы. Первый этюд опубликовал в 1900 году, всего составил около 50 этюдов. Редактор шахматного отдела в газете «Česke slovo» (1922—1931).
В начале XX века был одним из сильнейших шахматистов мира. Период активных выступлений Дураса продолжался 11 лет (1903—1914).

## Спортивные результаты
| Год  | Город                 | Турнир                                      | +  | − | = | Результат | Место |
| ---- | --------------------- | ------------------------------------------- | -- | - | - | --------- | ----- |
| 1901 |                       | Клубный турнир Чешского шахматного общества |    |   |   |           | 1     |
|      |                       | Матч против К. Шлехтера                     |    |   |   | 1 из 2    |       |
| 1903 | Хилверсюм             |                                             | 11 | 1 | 3 | 12½ из 15 | 2     |
| 1905 |                       | Чемпионат Чешской шахматной федерации       |    |   |   |           | 1     |
|      | Бармен                | побочный турнир                             | 11 | 2 | 2 | 12 из 15  | 1—2   |
|      | Схевенинген           |                                             | 7  | 6 | 0 | 7 из 13   | 4—5   |
| 1906 | Нюрнберг              | 15-й конгресс Германского шахматного союза  | 8  | 2 | 6 | 11 из 16  | 2     |
| 1907 |                       | Чемпионат Чешской шахматной федерации       |    |   |   |           | 1     |
|      | Вена                  |                                             | 5  | 0 | 8 | 9 из 13   | 2     |
|      | Остенде               | турнир мастеров                             | 15 | 8 | 5 | 17½ из 28 | 7     |
|      | Карлсбад              | 1-й международный турнир                    | 10 | 7 | 3 | 11½ из 20 | 7—8   |
| 1908 | Вена                  | 11-й международный турнир                   | 11 | 2 | 5 | 14 из 19  | 1—3   |
|      | Прага                 | 1-й международный турнир                    | 11 | 3 | 5 | 13½ из 19 | 1—2   |
| 1909 |                       | Чемпионат Чешской шахматной федерации       |    |   |   |           | 1     |
|      | Петербург             |                                             |    |   |   |           | 3—4   |
| 1910 | Гамбург               | 17-й конгресс Германского шахматного союза  | 8  | 2 | 6 | 11 из 16  | 2     |
| 1911 | Карлсбад              | 2-й международный турнир                    | 10 | 8 | 7 | 13½ из 25 | 8—10  |
|      |                       | Матч против Ф. Ейтса                        | 3  | 1 | 0 | 3 из 4    |       |
| 1912 | Аббация (ныне Опатия) | гамбитный турнир                            |    |   |   |           | 2     |
|      | Пьештяни              |                                             | 7  | 4 | 6 | 10 из 17  | 4—6   |
|      | Будапешт              |                                             | 1  | 1 | 3 | 2½ из 5   | 3—4   |
|      | Бреслау               | 18-й конгресс Германского шахматного союза  | 10 | 3 | 4 | 12 из 17  | 1—2   |
| 1913 | Нью-Йорк              |                                             |    |   |   |           | 2     |
|      | Нью-Йорк              | матч против Ф. Маршалла                     | 0  | 3 | 0 | 0 из 3    |       |
|      |                       | Матч против А. Купчика                      |    |   |   |           |       |
|      |                       | Матч против Г. Сальве                       |    |   |   |           |       |

## Избранные этюды
|   | a | b | c | d | e | f | g | h |   |
| - | --- | --- | --- | --- | --- | --- | --- | --- | - |
| 8 | b8 белый король · b7 белая пешка · d7 чёрный король · b6 белая пешка · a2 чёрная ладья · c1 белая ладья | b8 белый король · b7 белая пешка · d7 чёрный король · b6 белая пешка · a2 чёрная ладья · c1 белая ладья | b8 белый король · b7 белая пешка · d7 чёрный король · b6 белая пешка · a2 чёрная ладья · c1 белая ладья | b8 белый король · b7 белая пешка · d7 чёрный король · b6 белая пешка · a2 чёрная ладья · c1 белая ладья | b8 белый король · b7 белая пешка · d7 чёрный король · b6 белая пешка · a2 чёрная ладья · c1 белая ладья | b8 белый король · b7 белая пешка · d7 чёрный король · b6 белая пешка · a2 чёрная ладья · c1 белая ладья | b8 белый король · b7 белая пешка · d7 чёрный король · b6 белая пешка · a2 чёрная ладья · c1 белая ладья | b8 белый король · b7 белая пешка · d7 чёрный король · b6 белая пешка · a2 чёрная ладья · c1 белая ладья | 8 |
| 7 | b8 белый король · b7 белая пешка · d7 чёрный король · b6 белая пешка · a2 чёрная ладья · c1 белая ладья | b8 белый король · b7 белая пешка · d7 чёрный король · b6 белая пешка · a2 чёрная ладья · c1 белая ладья | b8 белый король · b7 белая пешка · d7 чёрный король · b6 белая пешка · a2 чёрная ладья · c1 белая ладья | b8 белый король · b7 белая пешка · d7 чёрный король · b6 белая пешка · a2 чёрная ладья · c1 белая ладья | b8 белый король · b7 белая пешка · d7 чёрный король · b6 белая пешка · a2 чёрная ладья · c1 белая ладья | b8 белый король · b7 белая пешка · d7 чёрный король · b6 белая пешка · a2 чёрная ладья · c1 белая ладья | b8 белый король · b7 белая пешка · d7 чёрный король · b6 белая пешка · a2 чёрная ладья · c1 белая ладья | b8 белый король · b7 белая пешка · d7 чёрный король · b6 белая пешка · a2 чёрная ладья · c1 белая ладья | 7 |
| 6 | b8 белый король · b7 белая пешка · d7 чёрный король · b6 белая пешка · a2 чёрная ладья · c1 белая ладья | b8 белый король · b7 белая пешка · d7 чёрный король · b6 белая пешка · a2 чёрная ладья · c1 белая ладья | b8 белый король · b7 белая пешка · d7 чёрный король · b6 белая пешка · a2 чёрная ладья · c1 белая ладья | b8 белый король · b7 белая пешка · d7 чёрный король · b6 белая пешка · a2 чёрная ладья · c1 белая ладья | b8 белый король · b7 белая пешка · d7 чёрный король · b6 белая пешка · a2 чёрная ладья · c1 белая ладья | b8 белый король · b7 белая пешка · d7 чёрный король · b6 белая пешка · a2 чёрная ладья · c1 белая ладья | b8 белый король · b7 белая пешка · d7 чёрный король · b6 белая пешка · a2 чёрная ладья · c1 белая ладья | b8 белый король · b7 белая пешка · d7 чёрный король · b6 белая пешка · a2 чёрная ладья · c1 белая ладья | 6 |
| 5 | b8 белый король · b7 белая пешка · d7 чёрный король · b6 белая пешка · a2 чёрная ладья · c1 белая ладья | b8 белый король · b7 белая пешка · d7 чёрный король · b6 белая пешка · a2 чёрная ладья · c1 белая ладья | b8 белый король · b7 белая пешка · d7 чёрный король · b6 белая пешка · a2 чёрная ладья · c1 белая ладья | b8 белый король · b7 белая пешка · d7 чёрный король · b6 белая пешка · a2 чёрная ладья · c1 белая ладья | b8 белый король · b7 белая пешка · d7 чёрный король · b6 белая пешка · a2 чёрная ладья · c1 белая ладья | b8 белый король · b7 белая пешка · d7 чёрный король · b6 белая пешка · a2 чёрная ладья · c1 белая ладья | b8 белый король · b7 белая пешка · d7 чёрный король · b6 белая пешка · a2 чёрная ладья · c1 белая ладья | b8 белый король · b7 белая пешка · d7 чёрный король · b6 белая пешка · a2 чёрная ладья · c1 белая ладья | 5 |
| 4 | b8 белый король · b7 белая пешка · d7 чёрный король · b6 белая пешка · a2 чёрная ладья · c1 белая ладья | b8 белый король · b7 белая пешка · d7 чёрный король · b6 белая пешка · a2 чёрная ладья · c1 белая ладья | b8 белый король · b7 белая пешка · d7 чёрный король · b6 белая пешка · a2 чёрная ладья · c1 белая ладья | b8 белый король · b7 белая пешка · d7 чёрный король · b6 белая пешка · a2 чёрная ладья · c1 белая ладья | b8 белый король · b7 белая пешка · d7 чёрный король · b6 белая пешка · a2 чёрная ладья · c1 белая ладья | b8 белый король · b7 белая пешка · d7 чёрный король · b6 белая пешка · a2 чёрная ладья · c1 белая ладья | b8 белый король · b7 белая пешка · d7 чёрный король · b6 белая пешка · a2 чёрная ладья · c1 белая ладья | b8 белый король · b7 белая пешка · d7 чёрный король · b6 белая пешка · a2 чёрная ладья · c1 белая ладья | 4 |
| 3 | b8 белый король · b7 белая пешка · d7 чёрный король · b6 белая пешка · a2 чёрная ладья · c1 белая ладья | b8 белый король · b7 белая пешка · d7 чёрный король · b6 белая пешка · a2 чёрная ладья · c1 белая ладья | b8 белый король · b7 белая пешка · d7 чёрный король · b6 белая пешка · a2 чёрная ладья · c1 белая ладья | b8 белый король · b7 белая пешка · d7 чёрный король · b6 белая пешка · a2 чёрная ладья · c1 белая ладья | b8 белый король · b7 белая пешка · d7 чёрный король · b6 белая пешка · a2 чёрная ладья · c1 белая ладья | b8 белый король · b7 белая пешка · d7 чёрный король · b6 белая пешка · a2 чёрная ладья · c1 белая ладья | b8 белый король · b7 белая пешка · d7 чёрный король · b6 белая пешка · a2 чёрная ладья · c1 белая ладья | b8 белый король · b7 белая пешка · d7 чёрный король · b6 белая пешка · a2 чёрная ладья · c1 белая ладья | 3 |
| 2 | b8 белый король · b7 белая пешка · d7 чёрный король · b6 белая пешка · a2 чёрная ладья · c1 белая ладья | b8 белый король · b7 белая пешка · d7 чёрный король · b6 белая пешка · a2 чёрная ладья · c1 белая ладья | b8 белый король · b7 белая пешка · d7 чёрный король · b6 белая пешка · a2 чёрная ладья · c1 белая ладья | b8 белый король · b7 белая пешка · d7 чёрный король · b6 белая пешка · a2 чёрная ладья · c1 белая ладья | b8 белый король · b7 белая пешка · d7 чёрный король · b6 белая пешка · a2 чёрная ладья · c1 белая ладья | b8 белый король · b7 белая пешка · d7 чёрный король · b6 белая пешка · a2 чёрная ладья · c1 белая ладья | b8 белый король · b7 белая пешка · d7 чёрный король · b6 белая пешка · a2 чёрная ладья · c1 белая ладья | b8 белый король · b7 белая пешка · d7 чёрный король · b6 белая пешка · a2 чёрная ладья · c1 белая ладья | 2 |
| 1 | b8 белый король · b7 белая пешка · d7 чёрный король · b6 белая пешка · a2 чёрная ладья · c1 белая ладья | b8 белый король · b7 белая пешка · d7 чёрный король · b6 белая пешка · a2 чёрная ладья · c1 белая ладья | b8 белый король · b7 белая пешка · d7 чёрный король · b6 белая пешка · a2 чёрная ладья · c1 белая ладья | b8 белый король · b7 белая пешка · d7 чёрный король · b6 белая пешка · a2 чёрная ладья · c1 белая ладья | b8 белый король · b7 белая пешка · d7 чёрный король · b6 белая пешка · a2 чёрная ладья · c1 белая ладья | b8 белый король · b7 белая пешка · d7 чёрный король · b6 белая пешка · a2 чёрная ладья · c1 белая ладья | b8 белый король · b7 белая пешка · d7 чёрный король · b6 белая пешка · a2 чёрная ладья · c1 белая ладья | b8 белый король · b7 белая пешка · d7 чёрный король · b6 белая пешка · a2 чёрная ладья · c1 белая ладья | 1 |
|   | a | b | c | d | e | f | g | h |   |

Этот классический этюд публикуется в разных источниках с незначительными вариациями в начальном положении, но путь к выигрышу всюду одинаков.
Решение.

1. Лd1+ Крe7

2. Лd6!! Лc2 (угрожало 3.Крc7)

3. Лc6!! Лd2!

4. Лc1! Крd7

5. Лa1 с выигрышем.

|   | a                                                                                     | b                                                                                     | c                                                                                     | d                                                                                     | e                                                                                     | f                                                                                     | g                                                                                     | h                                                                                     |   |
| - | ------------------------------------------------------------------------------------- | ------------------------------------------------------------------------------------- | ------------------------------------------------------------------------------------- | ------------------------------------------------------------------------------------- | ------------------------------------------------------------------------------------- | ------------------------------------------------------------------------------------- | ------------------------------------------------------------------------------------- | ------------------------------------------------------------------------------------- | - |
| 8 | g8 чёрный король · d7 чёрная пешка · a3 белый слон · a2 белая пешка · h1 белый король | g8 чёрный король · d7 чёрная пешка · a3 белый слон · a2 белая пешка · h1 белый король | g8 чёрный король · d7 чёрная пешка · a3 белый слон · a2 белая пешка · h1 белый король | g8 чёрный король · d7 чёрная пешка · a3 белый слон · a2 белая пешка · h1 белый король | g8 чёрный король · d7 чёрная пешка · a3 белый слон · a2 белая пешка · h1 белый король | g8 чёрный король · d7 чёрная пешка · a3 белый слон · a2 белая пешка · h1 белый король | g8 чёрный король · d7 чёрная пешка · a3 белый слон · a2 белая пешка · h1 белый король | g8 чёрный король · d7 чёрная пешка · a3 белый слон · a2 белая пешка · h1 белый король | 8 |
| 7 | g8 чёрный король · d7 чёрная пешка · a3 белый слон · a2 белая пешка · h1 белый король | g8 чёрный король · d7 чёрная пешка · a3 белый слон · a2 белая пешка · h1 белый король | g8 чёрный король · d7 чёрная пешка · a3 белый слон · a2 белая пешка · h1 белый король | g8 чёрный король · d7 чёрная пешка · a3 белый слон · a2 белая пешка · h1 белый король | g8 чёрный король · d7 чёрная пешка · a3 белый слон · a2 белая пешка · h1 белый король | g8 чёрный король · d7 чёрная пешка · a3 белый слон · a2 белая пешка · h1 белый король | g8 чёрный король · d7 чёрная пешка · a3 белый слон · a2 белая пешка · h1 белый король | g8 чёрный король · d7 чёрная пешка · a3 белый слон · a2 белая пешка · h1 белый король | 7 |
| 6 | g8 чёрный король · d7 чёрная пешка · a3 белый слон · a2 белая пешка · h1 белый король | g8 чёрный король · d7 чёрная пешка · a3 белый слон · a2 белая пешка · h1 белый король | g8 чёрный король · d7 чёрная пешка · a3 белый слон · a2 белая пешка · h1 белый король | g8 чёрный король · d7 чёрная пешка · a3 белый слон · a2 белая пешка · h1 белый король | g8 чёрный король · d7 чёрная пешка · a3 белый слон · a2 белая пешка · h1 белый король | g8 чёрный король · d7 чёрная пешка · a3 белый слон · a2 белая пешка · h1 белый король | g8 чёрный король · d7 чёрная пешка · a3 белый слон · a2 белая пешка · h1 белый король | g8 чёрный король · d7 чёрная пешка · a3 белый слон · a2 белая пешка · h1 белый король | 6 |
| 5 | g8 чёрный король · d7 чёрная пешка · a3 белый слон · a2 белая пешка · h1 белый король | g8 чёрный король · d7 чёрная пешка · a3 белый слон · a2 белая пешка · h1 белый король | g8 чёрный король · d7 чёрная пешка · a3 белый слон · a2 белая пешка · h1 белый король | g8 чёрный король · d7 чёрная пешка · a3 белый слон · a2 белая пешка · h1 белый король | g8 чёрный король · d7 чёрная пешка · a3 белый слон · a2 белая пешка · h1 белый король | g8 чёрный король · d7 чёрная пешка · a3 белый слон · a2 белая пешка · h1 белый король | g8 чёрный король · d7 чёрная пешка · a3 белый слон · a2 белая пешка · h1 белый король | g8 чёрный король · d7 чёрная пешка · a3 белый слон · a2 белая пешка · h1 белый король | 5 |
| 4 | g8 чёрный король · d7 чёрная пешка · a3 белый слон · a2 белая пешка · h1 белый король | g8 чёрный король · d7 чёрная пешка · a3 белый слон · a2 белая пешка · h1 белый король | g8 чёрный король · d7 чёрная пешка · a3 белый слон · a2 белая пешка · h1 белый король | g8 чёрный король · d7 чёрная пешка · a3 белый слон · a2 белая пешка · h1 белый король | g8 чёрный король · d7 чёрная пешка · a3 белый слон · a2 белая пешка · h1 белый король | g8 чёрный король · d7 чёрная пешка · a3 белый слон · a2 белая пешка · h1 белый король | g8 чёрный король · d7 чёрная пешка · a3 белый слон · a2 белая пешка · h1 белый король | g8 чёрный король · d7 чёрная пешка · a3 белый слон · a2 белая пешка · h1 белый король | 4 |
| 3 | g8 чёрный король · d7 чёрная пешка · a3 белый слон · a2 белая пешка · h1 белый король | g8 чёрный король · d7 чёрная пешка · a3 белый слон · a2 белая пешка · h1 белый король | g8 чёрный король · d7 чёрная пешка · a3 белый слон · a2 белая пешка · h1 белый король | g8 чёрный король · d7 чёрная пешка · a3 белый слон · a2 белая пешка · h1 белый король | g8 чёрный король · d7 чёрная пешка · a3 белый слон · a2 белая пешка · h1 белый король | g8 чёрный король · d7 чёрная пешка · a3 белый слон · a2 белая пешка · h1 белый король | g8 чёрный король · d7 чёрная пешка · a3 белый слон · a2 белая пешка · h1 белый король | g8 чёрный король · d7 чёрная пешка · a3 белый слон · a2 белая пешка · h1 белый король | 3 |
| 2 | g8 чёрный король · d7 чёрная пешка · a3 белый слон · a2 белая пешка · h1 белый король | g8 чёрный король · d7 чёрная пешка · a3 белый слон · a2 белая пешка · h1 белый король | g8 чёрный король · d7 чёрная пешка · a3 белый слон · a2 белая пешка · h1 белый король | g8 чёрный король · d7 чёрная пешка · a3 белый слон · a2 белая пешка · h1 белый король | g8 чёрный король · d7 чёрная пешка · a3 белый слон · a2 белая пешка · h1 белый король | g8 чёрный король · d7 чёрная пешка · a3 белый слон · a2 белая пешка · h1 белый король | g8 чёрный король · d7 чёрная пешка · a3 белый слон · a2 белая пешка · h1 белый король | g8 чёрный король · d7 чёрная пешка · a3 белый слон · a2 белая пешка · h1 белый король | 2 |
| 1 | g8 чёрный король · d7 чёрная пешка · a3 белый слон · a2 белая пешка · h1 белый король | g8 чёрный король · d7 чёрная пешка · a3 белый слон · a2 белая пешка · h1 белый король | g8 чёрный король · d7 чёрная пешка · a3 белый слон · a2 белая пешка · h1 белый король | g8 чёрный король · d7 чёрная пешка · a3 белый слон · a2 белая пешка · h1 белый король | g8 чёрный король · d7 чёрная пешка · a3 белый слон · a2 белая пешка · h1 белый король | g8 чёрный король · d7 чёрная пешка · a3 белый слон · a2 белая пешка · h1 белый король | g8 чёрный король · d7 чёрная пешка · a3 белый слон · a2 белая пешка · h1 белый король | g8 чёрный король · d7 чёрная пешка · a3 белый слон · a2 белая пешка · h1 белый король | 1 |
|   | a                                                                                     | b                                                                                     | c                                                                                     | d                                                                                     | e                                                                                     | f                                                                                     | g                                                                                     | h                                                                                     |   |

Решение.

1.Сb4! Крf7 2.a4 Крe6 (2. ... Крe8 3.a5 Крd8 4.Сd6 Крc8 5.a6) 3.a5 Крd5 4.a6 Крc6 5.Сa5!
|   | a | b | c | d | e | f | g | h |   |
| - | --- | --- | --- | --- | --- | --- | --- | --- | - |
| 8 | a8 чёрный слон · c7 чёрный король · a6 белая пешка · g6 белая пешка · a3 чёрный слон · d3 белый слон · f3 чёрная пешка · h3 белый король · h2 белая пешка | a8 чёрный слон · c7 чёрный король · a6 белая пешка · g6 белая пешка · a3 чёрный слон · d3 белый слон · f3 чёрная пешка · h3 белый король · h2 белая пешка | a8 чёрный слон · c7 чёрный король · a6 белая пешка · g6 белая пешка · a3 чёрный слон · d3 белый слон · f3 чёрная пешка · h3 белый король · h2 белая пешка | a8 чёрный слон · c7 чёрный король · a6 белая пешка · g6 белая пешка · a3 чёрный слон · d3 белый слон · f3 чёрная пешка · h3 белый король · h2 белая пешка | a8 чёрный слон · c7 чёрный король · a6 белая пешка · g6 белая пешка · a3 чёрный слон · d3 белый слон · f3 чёрная пешка · h3 белый король · h2 белая пешка | a8 чёрный слон · c7 чёрный король · a6 белая пешка · g6 белая пешка · a3 чёрный слон · d3 белый слон · f3 чёрная пешка · h3 белый король · h2 белая пешка | a8 чёрный слон · c7 чёрный король · a6 белая пешка · g6 белая пешка · a3 чёрный слон · d3 белый слон · f3 чёрная пешка · h3 белый король · h2 белая пешка | a8 чёрный слон · c7 чёрный король · a6 белая пешка · g6 белая пешка · a3 чёрный слон · d3 белый слон · f3 чёрная пешка · h3 белый король · h2 белая пешка | 8 |
| 7 | a8 чёрный слон · c7 чёрный король · a6 белая пешка · g6 белая пешка · a3 чёрный слон · d3 белый слон · f3 чёрная пешка · h3 белый король · h2 белая пешка | a8 чёрный слон · c7 чёрный король · a6 белая пешка · g6 белая пешка · a3 чёрный слон · d3 белый слон · f3 чёрная пешка · h3 белый король · h2 белая пешка | a8 чёрный слон · c7 чёрный король · a6 белая пешка · g6 белая пешка · a3 чёрный слон · d3 белый слон · f3 чёрная пешка · h3 белый король · h2 белая пешка | a8 чёрный слон · c7 чёрный король · a6 белая пешка · g6 белая пешка · a3 чёрный слон · d3 белый слон · f3 чёрная пешка · h3 белый король · h2 белая пешка | a8 чёрный слон · c7 чёрный король · a6 белая пешка · g6 белая пешка · a3 чёрный слон · d3 белый слон · f3 чёрная пешка · h3 белый король · h2 белая пешка | a8 чёрный слон · c7 чёрный король · a6 белая пешка · g6 белая пешка · a3 чёрный слон · d3 белый слон · f3 чёрная пешка · h3 белый король · h2 белая пешка | a8 чёрный слон · c7 чёрный король · a6 белая пешка · g6 белая пешка · a3 чёрный слон · d3 белый слон · f3 чёрная пешка · h3 белый король · h2 белая пешка | a8 чёрный слон · c7 чёрный король · a6 белая пешка · g6 белая пешка · a3 чёрный слон · d3 белый слон · f3 чёрная пешка · h3 белый король · h2 белая пешка | 7 |
| 6 | a8 чёрный слон · c7 чёрный король · a6 белая пешка · g6 белая пешка · a3 чёрный слон · d3 белый слон · f3 чёрная пешка · h3 белый король · h2 белая пешка | a8 чёрный слон · c7 чёрный король · a6 белая пешка · g6 белая пешка · a3 чёрный слон · d3 белый слон · f3 чёрная пешка · h3 белый король · h2 белая пешка | a8 чёрный слон · c7 чёрный король · a6 белая пешка · g6 белая пешка · a3 чёрный слон · d3 белый слон · f3 чёрная пешка · h3 белый король · h2 белая пешка | a8 чёрный слон · c7 чёрный король · a6 белая пешка · g6 белая пешка · a3 чёрный слон · d3 белый слон · f3 чёрная пешка · h3 белый король · h2 белая пешка | a8 чёрный слон · c7 чёрный король · a6 белая пешка · g6 белая пешка · a3 чёрный слон · d3 белый слон · f3 чёрная пешка · h3 белый король · h2 белая пешка | a8 чёрный слон · c7 чёрный король · a6 белая пешка · g6 белая пешка · a3 чёрный слон · d3 белый слон · f3 чёрная пешка · h3 белый король · h2 белая пешка | a8 чёрный слон · c7 чёрный король · a6 белая пешка · g6 белая пешка · a3 чёрный слон · d3 белый слон · f3 чёрная пешка · h3 белый король · h2 белая пешка | a8 чёрный слон · c7 чёрный король · a6 белая пешка · g6 белая пешка · a3 чёрный слон · d3 белый слон · f3 чёрная пешка · h3 белый король · h2 белая пешка | 6 |
| 5 | a8 чёрный слон · c7 чёрный король · a6 белая пешка · g6 белая пешка · a3 чёрный слон · d3 белый слон · f3 чёрная пешка · h3 белый король · h2 белая пешка | a8 чёрный слон · c7 чёрный король · a6 белая пешка · g6 белая пешка · a3 чёрный слон · d3 белый слон · f3 чёрная пешка · h3 белый король · h2 белая пешка | a8 чёрный слон · c7 чёрный король · a6 белая пешка · g6 белая пешка · a3 чёрный слон · d3 белый слон · f3 чёрная пешка · h3 белый король · h2 белая пешка | a8 чёрный слон · c7 чёрный король · a6 белая пешка · g6 белая пешка · a3 чёрный слон · d3 белый слон · f3 чёрная пешка · h3 белый король · h2 белая пешка | a8 чёрный слон · c7 чёрный король · a6 белая пешка · g6 белая пешка · a3 чёрный слон · d3 белый слон · f3 чёрная пешка · h3 белый король · h2 белая пешка | a8 чёрный слон · c7 чёрный король · a6 белая пешка · g6 белая пешка · a3 чёрный слон · d3 белый слон · f3 чёрная пешка · h3 белый король · h2 белая пешка | a8 чёрный слон · c7 чёрный король · a6 белая пешка · g6 белая пешка · a3 чёрный слон · d3 белый слон · f3 чёрная пешка · h3 белый король · h2 белая пешка | a8 чёрный слон · c7 чёрный король · a6 белая пешка · g6 белая пешка · a3 чёрный слон · d3 белый слон · f3 чёрная пешка · h3 белый король · h2 белая пешка | 5 |
| 4 | a8 чёрный слон · c7 чёрный король · a6 белая пешка · g6 белая пешка · a3 чёрный слон · d3 белый слон · f3 чёрная пешка · h3 белый король · h2 белая пешка | a8 чёрный слон · c7 чёрный король · a6 белая пешка · g6 белая пешка · a3 чёрный слон · d3 белый слон · f3 чёрная пешка · h3 белый король · h2 белая пешка | a8 чёрный слон · c7 чёрный король · a6 белая пешка · g6 белая пешка · a3 чёрный слон · d3 белый слон · f3 чёрная пешка · h3 белый король · h2 белая пешка | a8 чёрный слон · c7 чёрный король · a6 белая пешка · g6 белая пешка · a3 чёрный слон · d3 белый слон · f3 чёрная пешка · h3 белый король · h2 белая пешка | a8 чёрный слон · c7 чёрный король · a6 белая пешка · g6 белая пешка · a3 чёрный слон · d3 белый слон · f3 чёрная пешка · h3 белый король · h2 белая пешка | a8 чёрный слон · c7 чёрный король · a6 белая пешка · g6 белая пешка · a3 чёрный слон · d3 белый слон · f3 чёрная пешка · h3 белый король · h2 белая пешка | a8 чёрный слон · c7 чёрный король · a6 белая пешка · g6 белая пешка · a3 чёрный слон · d3 белый слон · f3 чёрная пешка · h3 белый король · h2 белая пешка | a8 чёрный слон · c7 чёрный король · a6 белая пешка · g6 белая пешка · a3 чёрный слон · d3 белый слон · f3 чёрная пешка · h3 белый король · h2 белая пешка | 4 |
| 3 | a8 чёрный слон · c7 чёрный король · a6 белая пешка · g6 белая пешка · a3 чёрный слон · d3 белый слон · f3 чёрная пешка · h3 белый король · h2 белая пешка | a8 чёрный слон · c7 чёрный король · a6 белая пешка · g6 белая пешка · a3 чёрный слон · d3 белый слон · f3 чёрная пешка · h3 белый король · h2 белая пешка | a8 чёрный слон · c7 чёрный король · a6 белая пешка · g6 белая пешка · a3 чёрный слон · d3 белый слон · f3 чёрная пешка · h3 белый король · h2 белая пешка | a8 чёрный слон · c7 чёрный король · a6 белая пешка · g6 белая пешка · a3 чёрный слон · d3 белый слон · f3 чёрная пешка · h3 белый король · h2 белая пешка | a8 чёрный слон · c7 чёрный король · a6 белая пешка · g6 белая пешка · a3 чёрный слон · d3 белый слон · f3 чёрная пешка · h3 белый король · h2 белая пешка | a8 чёрный слон · c7 чёрный король · a6 белая пешка · g6 белая пешка · a3 чёрный слон · d3 белый слон · f3 чёрная пешка · h3 белый король · h2 белая пешка | a8 чёрный слон · c7 чёрный король · a6 белая пешка · g6 белая пешка · a3 чёрный слон · d3 белый слон · f3 чёрная пешка · h3 белый король · h2 белая пешка | a8 чёрный слон · c7 чёрный король · a6 белая пешка · g6 белая пешка · a3 чёрный слон · d3 белый слон · f3 чёрная пешка · h3 белый король · h2 белая пешка | 3 |
| 2 | a8 чёрный слон · c7 чёрный король · a6 белая пешка · g6 белая пешка · a3 чёрный слон · d3 белый слон · f3 чёрная пешка · h3 белый король · h2 белая пешка | a8 чёрный слон · c7 чёрный король · a6 белая пешка · g6 белая пешка · a3 чёрный слон · d3 белый слон · f3 чёрная пешка · h3 белый король · h2 белая пешка | a8 чёрный слон · c7 чёрный король · a6 белая пешка · g6 белая пешка · a3 чёрный слон · d3 белый слон · f3 чёрная пешка · h3 белый король · h2 белая пешка | a8 чёрный слон · c7 чёрный король · a6 белая пешка · g6 белая пешка · a3 чёрный слон · d3 белый слон · f3 чёрная пешка · h3 белый король · h2 белая пешка | a8 чёрный слон · c7 чёрный король · a6 белая пешка · g6 белая пешка · a3 чёрный слон · d3 белый слон · f3 чёрная пешка · h3 белый король · h2 белая пешка | a8 чёрный слон · c7 чёрный король · a6 белая пешка · g6 белая пешка · a3 чёрный слон · d3 белый слон · f3 чёрная пешка · h3 белый король · h2 белая пешка | a8 чёрный слон · c7 чёрный король · a6 белая пешка · g6 белая пешка · a3 чёрный слон · d3 белый слон · f3 чёрная пешка · h3 белый король · h2 белая пешка | a8 чёрный слон · c7 чёрный король · a6 белая пешка · g6 белая пешка · a3 чёрный слон · d3 белый слон · f3 чёрная пешка · h3 белый король · h2 белая пешка | 2 |
| 1 | a8 чёрный слон · c7 чёрный король · a6 белая пешка · g6 белая пешка · a3 чёрный слон · d3 белый слон · f3 чёрная пешка · h3 белый король · h2 белая пешка | a8 чёрный слон · c7 чёрный король · a6 белая пешка · g6 белая пешка · a3 чёрный слон · d3 белый слон · f3 чёрная пешка · h3 белый король · h2 белая пешка | a8 чёрный слон · c7 чёрный король · a6 белая пешка · g6 белая пешка · a3 чёрный слон · d3 белый слон · f3 чёрная пешка · h3 белый король · h2 белая пешка | a8 чёрный слон · c7 чёрный король · a6 белая пешка · g6 белая пешка · a3 чёрный слон · d3 белый слон · f3 чёрная пешка · h3 белый король · h2 белая пешка | a8 чёрный слон · c7 чёрный король · a6 белая пешка · g6 белая пешка · a3 чёрный слон · d3 белый слон · f3 чёрная пешка · h3 белый король · h2 белая пешка | a8 чёрный слон · c7 чёрный король · a6 белая пешка · g6 белая пешка · a3 чёрный слон · d3 белый слон · f3 чёрная пешка · h3 белый король · h2 белая пешка | a8 чёрный слон · c7 чёрный король · a6 белая пешка · g6 белая пешка · a3 чёрный слон · d3 белый слон · f3 чёрная пешка · h3 белый король · h2 белая пешка | a8 чёрный слон · c7 чёрный король · a6 белая пешка · g6 белая пешка · a3 чёрный слон · d3 белый слон · f3 чёрная пешка · h3 белый король · h2 белая пешка | 1 |
|   | a | b | c | d | e | f | g | h |   |

Решение.

1.g7 Сd5 2.a7 Сe6+ (2. ... Крb7 3.Сe4) 3.Сf5! f2 (3. ... Сf5+? 4.Крg3) 4.Крg2 Сd5+ 5.Сe4! Сc4 6.Сd3! Сd5+ 7.Крf1! Крb7 8.Сe4!